# Grambling
Grambling és una població dels Estats Units a l'estat de Louisiana. Segons el cens del 2000 tenia 4.693 habitants.

## Demografia
Segons el cens del 2000, Grambling tenia 4.693 habitants, 1.173 habitatges, i 649 famílies. La densitat de població era de 330,1 habitants/km².
Dels 1.173 habitatges en un 24,4% hi vivien nens de menys de 18 anys, en un 28% hi vivien parelles casades, en un 22,8% dones solteres, i en un 44,6% no eren unitats familiars. En el 31,8% dels habitatges hi vivien persones soles el 9,5% de les quals corresponia a persones de 65 anys o més que vivien soles. El nombre mitjà de persones vivint en cada habitatge era de 2,31 i el nombre mitjà de persones que vivien en cada família era de 2,99.
Per edats la població es repartia de la següent manera: un 13,4% tenia menys de 18 anys, un 54,9% entre 18 i 24, un 12,8% entre 25 i 44, un 11,2% de 45 a 60 i un 7,8% 65 anys o més.
L'edat mediana era de 22 anys. Per cada 100 dones de 18 o més anys hi havia 81,9 homes.
La renda mediana per habitatge era de 19.331 $ i la renda mediana per família de 27.857 $. Els homes tenien una renda mediana de 22.417 $ mentre que les dones 20.842 $. La renda per capita de la població era de 8.903 $. Entorn del 30,1% de les famílies i el 40% de la població estaven per davall del llindar de pobresa.

## Poblacions més properes
El següent diagrama mostra les poblacions més properes.